# Rio Dridif
O Rio Dridif é um rio da Romênia, afluente do Olt, localizado no distrito de Braşov.